# Tavasten, Kyrkslätt
Tavasten är en ö i Finland. Den ligger i Finska viken och i kommunen Kyrkslätt i den ekonomiska regionen  Helsingfors i landskapet Nyland, i den södra delen av landet. Ön ligger omkring 23 kilometer sydväst om Helsingfors.
Öns area är 30,2 hektar och dess största längd är 1,2 kilometer i sydväst-nordöstlig riktning. Ön höjer sig omkring 25 meter över havsytan.